# Spedizione Eulenburg

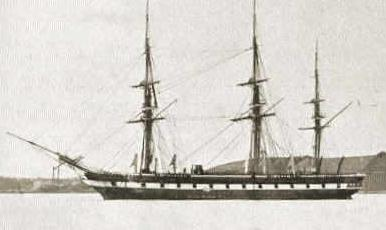
La corvetta reale tedesca Arcona

La spedizione Eulenburg fu la missione diplomatica guidata dal conte Friedrich Albrecht di Eulenburg per conto della Prussia e dell'Unione doganale tedesca (Zollverein) negli anni 1859-1862. Aveva lo scopo di stabilire relazioni diplomatiche e commerciali con Cina, Giappone e Siam.

## Preparativi
Nel 1859 il principe Guglielmo I, reggente per conto del fratello Federico Guglielmo gravemente malato, nominò Eulenburg ambasciatore straordinario della spedizione prussiana in Asia orientale.
Membri di spicco della missione erano lo stesso Eulenburg, il medico Lucius von Ballhausen, il diplomatico Max von Brandt, il pittore Wilhelm Heine, Karl Eduard Heusner, Fritz von Hollmann, Werner von Reinhold, Ferdinand von Richthofen e Gustav Spies.
La spedizione fu equipaggiata di tre navi da guerra della Squadriglia prussiana dell'Asia orientale (Ostasiengeschwader): la SMS Arcona, la SMS Thetis e la SMS Frauenlob.

## Giappone
Prima ancora che la spedizione raggiungesse il Giappone, la Frauenlob fece naufragio in un tifone di fronte a Yokohama (5 settembre 1860), perdendo l'intero equipaggio di 42 marinai e cinque ufficiali. Le due navi superstiti decisero allora di gettare le ancore nella baia di Edo. Le trattative con lo shōgun si protrassero per molti mesi.
Eulenburg subì un'altra battuta d'arresto prima della conclusione del trattato. Nel corso dei negoziati, infatti, egli era assistito da Henry Heusken, un interprete statunitense di origine olandese che lavorava per il console degli Stati Uniti Townsend Harris. Heusken, dopo una cena con Eulenburg la sera del 14 gennaio 1861, si recò alla legazione americana presso il Tempio Zenpuku-ji a Edo, accompagnato da tre ufficiali a cavallo e da quattro valletti con lanterne. La piccola truppa subì un'imboscata da parte di sette shishi del clan Satsuma. Nella colluttazione, Heusken fu ferito a morte da ambo i lati del corpo. Ciò nonostante, riuscì a salire a cavallo e galoppò per circa 200 iarde fino alla legazione, dove fu ricoverato e soccorso. A tarda notte però morì.
Il duro colpo rallentò, ma non mutò comunque il corso delle trattative, e dopo quattro mesi di negoziati Eulenburg e i delegati dello shōgun firmarono il Trattato di amicizia, commercio e navigazione (24 gennaio 1861). Esso era modellato su altre convenzioni che il Giappone aveva stipulato con le potenze occidentali, e sarebbe stato giudicato in seguito come uno dei famigerati trattati ineguali a cui il paese era stato costretto nel tardo periodo Tokugawa.

## Cina
Nel maggio 1861, la spedizione Eulenburg giunse a Tientsin, dove il diplomatico intavolò negoziati con lo Zongli Yamen  per concludere un trattato commerciale con l'Impero Qing. Per la Cina non erano tempi felici, poiché Francia e Gran Bretagna avevano appena invaso Pechino nella seconda guerra dell'oppio, e l'imperatore Xianfeng era ancora in esilio a Chengde. Le trattative richiesero tre mesi di tempo e il sovrano morì in agosto inoltrato. Alla fine, il 2 settembre, il conte Eulenburg e il delegato dei Qing Chonglun firmarono un trattato commerciale sul modello di quello concluso con la Francia. Il trattato, nel quale la Prussia si faceva rappresentante dell'intera Zollverein, avrebbe regolato le relazioni sino-tedesche fino alla prima guerra mondiale, quando la Cina lo denunciò.

## Siam
Quando la spedizione raggiunse il Siam, il re Mongkut attendeva l'arrivo dei delegati ormai da un anno. Il sovrano "espresse la propria gioia, si informò sul numero e sulla stazza delle navi, e quindi chiese subito se i prussiani detenessero possedimenti coloniali o avessero intenzione di acquisirli". La risposta negativa "lo confortò: egli fu tanto più felice di trovare amici disinteressati, giacché quelli vecchi erano appena diventati scomodi". Al termine di un lungo soggiorno, il 17 febbraio 1862, Eulenburg firmò un trattato per conto della Prussia, degli Stati della Zollverein e del Meclemburgo.

## Conseguenze
Alcuni dei membri della spedizione in Asia orientale, incluso lo stesso Eulenburg, scrissero resoconti della medesima. Ferdinand von Richthofen in seguito osservò che, dei 64 ufficiali navali che vi presero parte, 23 conservarono posizioni di rilievo negli anni a venire.